# William Saroyan

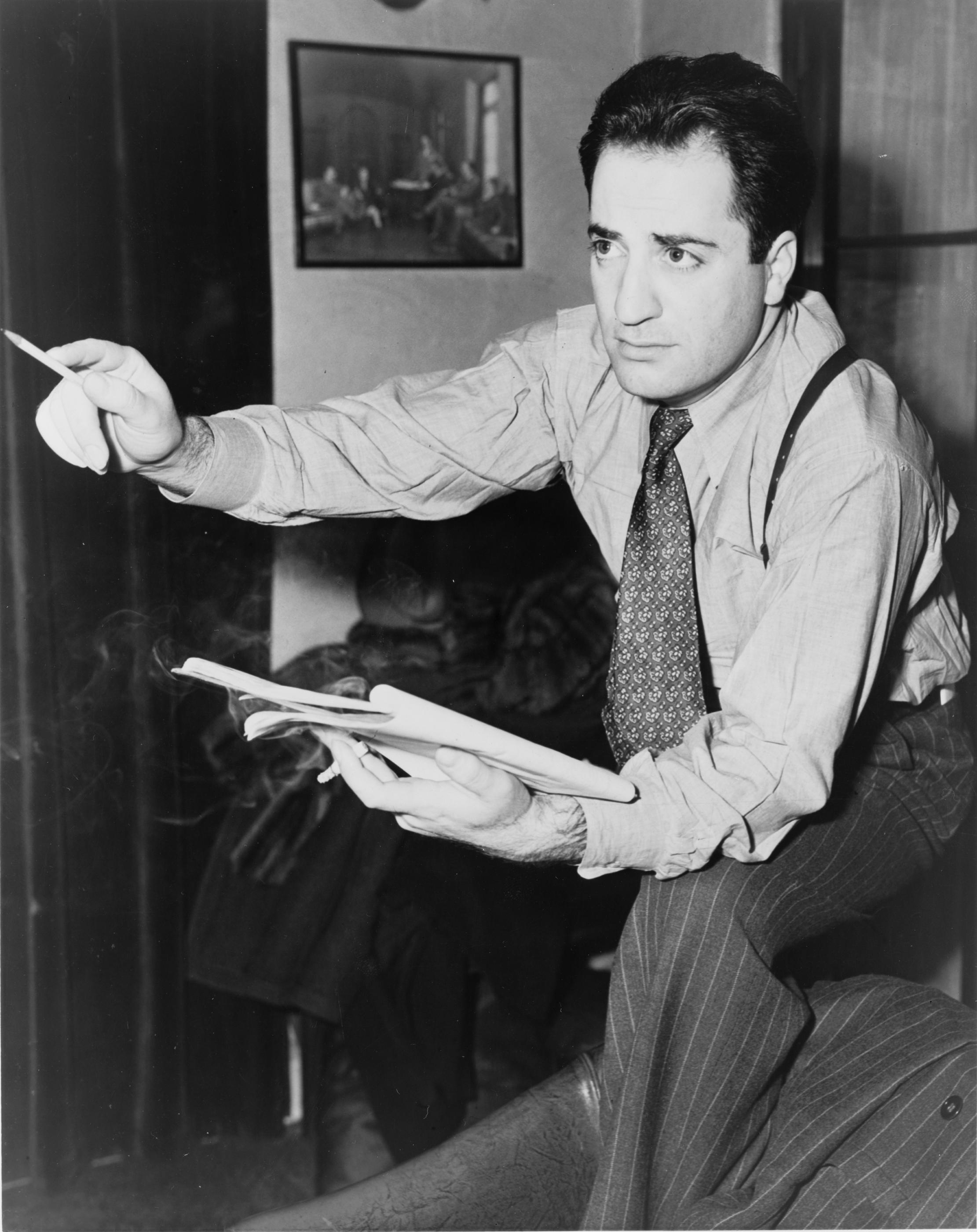
William Saroyan

William Saroyan (ur. 31 sierpnia 1908, zm. 18 maja 1981 we Fresno w Kalifornii w USA) – pisarz amerykański ormiańskiego pochodzenia.

## Życiorys
Jego rodzina mieszkała w New Jersey, gdzie ojciec posiadał małą winnicę. Po jego śmierci William wraz z bratem i matką przenieśli się na stałe do Fresno. W 1921 roku rozpoczął naukę w Technical School, ale opuścił ją w wieku piętnastu lat. Gdy matka, Takuhi, pokazała mu literackie próby ojca, William zachwycił się nimi i postanowił zostać pisarzem. Pracował w San Francisco Telegraph Company, równocześnie rozwijając swój warsztat literacki. W tym czasie zaczął publikować swoje pierwsze krótkie artykuły w „The Overland Monthly”, a w latach trzydziestych wydał pierwsze opowiadania w ormiańskim czasopiśmie „Hairenik” pod pseudonimem Sirak Goryan.
Zadebiutował w 1934 roku tomikiem opowiadań The Daring Young Man on the Flying Trapeze (Chłopiec na lotnym trapezie), którego akcja została umiejscowiona w latach Wielkiego Kryzysu. Bohaterami byli zwykli ludzie, biedni i głodni, którzy jednak nie tracili ducha i optymistycznego spojrzenia na świat. Porównywano tę prozę do twórczości Knuta Hamsuna, dostrzegając w niej jednak większą dozę optymizmu.
Następnymi dziełami ugruntował swoją pozycję w czołówce amerykańskich pisarzy XX wieku. Publikował zbiory opowiadań (My Name is Aram, 1940), dramaty i scenariusze filmowe. Swoich bohaterów najczęściej czerpał spośród Ormian mieszkających w Kalifornii. W 1939 roku na scenie Guild Theatre w Nowym Jorku wystawił My Heart in the Highlands oraz The Time of Your Life, za którą otrzymał Nagrodę Pulitzera. Pierwszą powieść, The Human Comedy (polski tytuł: Śmierć nie omija Itaki), wydał w 1943 roku. Na jej podstawie powstał film o tym samym tytule, którego scenariusz został uhonorowany Oscarem.
W czasie II wojny światowej został zmobilizowany, ale nie brał udziału w działaniach wojennych, spędzając cały ten okres w Lombardy Hotel na Manhattanie. W 1943 roku poślubił siedemnastoletnią aktorkę Carol Marcus, z którą miał dwoje dzieci: Arama i Lucy.
Po wojnie Saroyan zmagał się z problemami finansowymi. Jego idealistyczne dzieła nie znajdowały już takiego odzewu wśród odbiorców zmęczonych wojną. Zajął się wtedy pisaniem wspomnień i sztuk teatralnych, które jednak nie cieszyły się już taką popularnością, jak jego wcześniejsze prace. W 1958 roku przeniósł się do Paryża i zaczął wystawiać swoje sztuki w Europie. Zmarł na raka w Fresno, a jego prochy zostały rozrzucone w Kalifornii i Armenii.

## Niektóre utwory Williama Saroyana
- The Daring Young Man On The Flying Trapeze (Chłopiec na lotnym trapezie) 1934
- The Man With The Heart In The Highlands, 1938
- The Time Of Your Life, 1940 – film 1948, reż. H.C. Potter, wystąpili James Gagney, William Bendix, Wayne Morris
- My Name Is Aram, 1940
- The Agony Of Little Nations, 1942
- The Human Comedy (Śmierć nie omija Itaki), 1943 – powieść i film 1943, reż. Clarence Brown, scenariusz Howard Eastbrook, wystąpili: Mickey Rooney, Frank Morgan, Jackie Jenkis, James Craig, Donna Reed
- The Adventures Of Wesley Jackson, 1946
- Sam Ego’s House, 1949
- The Assyrians, 1950
- The Bicycle Rider in Beverly Hills, 1952
- The Slaughter of the Innocents, 1952
- Mama, I Love You, 1956
- The Whole Voyald And Other Stories, 1957
- The Slaughter Of The Innocents, 1958
- The William Saroyan Reader, 1958
- The Paris Comedy; or The Secret Of Lily, 1960
- The London Comedy; Or Sam, The Highest Jumper Of Them All, 1960
- Here Comes, There Goes You Know Who (Własne życie), 1961
- Me, 1963
- Boys and Girls Together, 1963
- One Day In The Afternoon Of The World (Pewnego dnia o zmierzchu świata), 1964
- The Dogs, 1968
- Letters From 74 Rue Taibout, 1969
- Armenians, 1974
- My Name Is Saroyan, 1983
- An Armenian Trilogy, 1986
- The Circus, 1986
- Madness In The Family, 1988 (wyd. przez Leona Hamaliana)
- Warsaw Visitor; Tales From The Vienna Streets, 1991